# Pteris elastica
Pteris elastica là một loài dương xỉ trong họ Pteridaceae. Loài này được Tausch in Sieb. mô tả khoa học đầu tiên..
Danh pháp khoa học của loài này chưa được làm sáng tỏ. 